# Terry Turner (baseball)
Terry Turner (Terrence Lamont Turner), né le 28 février 1881 à Sandy Lake (Pennsylvanie) et décédé le 18 juillet 1960 à Cleveland (Ohio), était un joueur de baseball qui évolua en Ligues majeures.

## Carrière
Surnommé « Cotton Top », Turner évolue principalement aux postes d'arrêt-court et de troisième base, mais pouvait également jouer en deuxième base. Il dispute deux matches pour les Pittsburgh Pirates en 1901 puis fait un crochet pas l'American Association avec les Columbus Senators. Il passe ensuite quinze saisons dans la franchise de la Ligue américaine de Cleveland avec laquelle il dispute 1619 matches ; record de la franchise. 
Sa meilleure moyenne au bâton date de 1912 (0,308) tandis que de 1906 à 1911 il effectue une moyenne de 25,5 vols de bases par saison avec un record personnel de 31 vols en 1910. 
Ce bon voleur de base initia les glissades sur les bases la tête en avant car les glissades normales, c'est-à-dire les pieds en avant, lui faisaient mal aux chevilles.
Il termine sa carrière en 1919 sous l'uniforme des Philadelphia Athletics.